# Praedentale
Das Praedentale ist ein ausschließlich bei Vogelbeckendinosauriern (Ornithischia) zusätzlich vorhandener Knochen am vorderen (rostralen, symphysialen) Ende des Unterkiefers. Er stellt damit ein autapomorphes Merkmal der Ornithischier dar und gehört neben der charakteristischen zweistrahligen Beckenform zu den wichtigsten diagnostischen Merkmalen dieser Gruppe. Im ursprünglichen (plesiomorphen) Zustand bildet der zahntragende Knochen, das Dentale, bei den Dinosauriern (und bei Wirbeltieren allgemein) das vordere Ende des Unterkiefers. Die Bezeichnung Praedentale (lat. prae- = ‚vor-‘) bezieht sich darauf, dass dieser Knochen noch vor dem Dentale an der Spitze des Unterkiefers liegt.
Das Praedentale ist ein unpaarer, oft schaufelförmiger Knochen, dessen genaue Form in den einzelnen Gruppen variiert. So ist es bei den Hadrosauridae breit und rund, bei den Ceratopsia hingegen schmal und zugespitzt. Es trägt nie Zähne und ist das funktionelle Gegenstück des bei Ornithischiern ebenfalls meist zahnlosen Zwischenkieferbeins (Praemaxillare) des Oberkiefers (nur bei den Ceratopsia bildet statt des Praemaxillare der Rostralknochen das Gegenstück des Praedentale). Gemeinsam mit diesem bildet es die für die pflanzenfressenden Ornithischier typische schnabelartige, beim lebenden Tier mit Hornscheiden verkleidete Schnauzenspitze, die zum Abrupfen der Vegetation diente.